# نظام متري

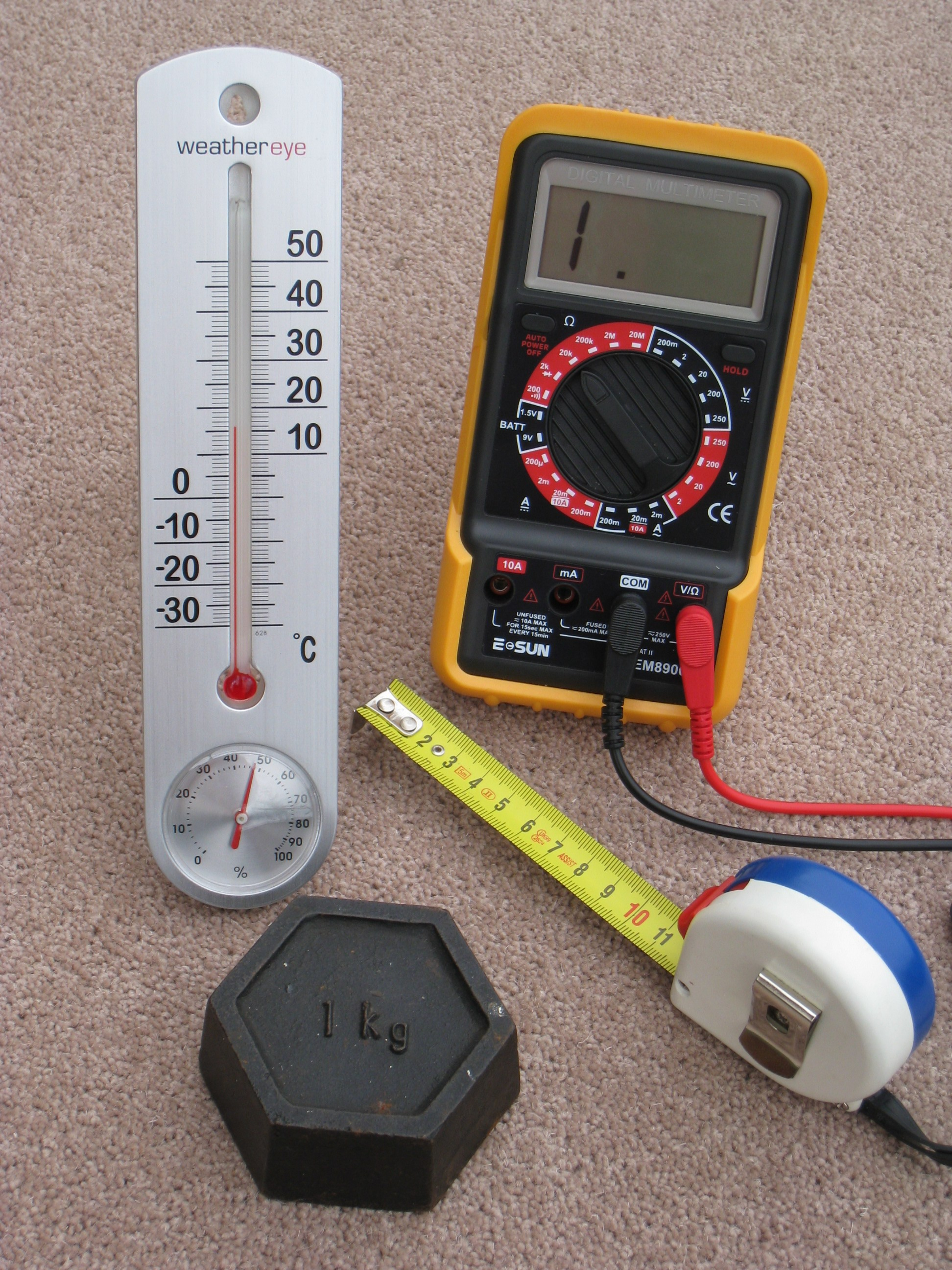
أربعة أجهزة قياس متريّة: شريط قياس أطوال بالسنتيمتر، ومقياس حرارة بالدرجات المئوية، وكتلة مقدارها كيلوغرام واحد، وجهاز قياس كهربي متعدد يقيس الجهد الكهربي بالفولت، والتيار الكهربي بالأمبير، والمقاومة الكهربية بالأوم

النظام المتري هو نظام للقياس العشري متفق عليه دوليا يعبر عن كل من الأبعاد الأساسية للطبيعة باستخدام وحدة قياس أساسية واحدة.
اعتمد النظام المتري في البداية على طول قضيب بلاتيني قياسي يسمي بمتر قصر المحفوظات (بالفرنسية: mètre des Archives)‏ ووزن قطعة قياسية مصنوعة من البلاتين تسمي بكيلوغرام قصر المحفوظات (بالفرنسية: kilogramme des Archives)‏ كانت فرنسا قد طرحتهما في عام 1799 كنظام موحد للقياس. على مر السنين، تم تنقيح التعاريف النمطية للمتر والكيلوغرام وتم توسيع النظام المتري ليشمل العديد من الوحدات الأخرى. ورغم أن عددا من التنويعات للنظام المتري قد ظهرت في أواخر القرن التاسع عشر وأوائل القرن العشرين، إلا أن المصطلح الآن كثيرا ما يستخدم كمرادف لنظام "SI"
أو «النظام الدولي للوحدات»، وهو نظام القياس الرسمي في كل بلدان العالم تقريبا.
الولايات المتحدة هي الدولة الصناعية الوحيدة التي لا تستخدم هذا النظام، وفي المملكة المتحدة يعتبر هذا النظام هو النظام الرسمي لها. منذ بدايته، كانت السمة الرئيسية للنظام المتري مجموعة قياسية من الوحدات الأساسية المترابطة ومجموعة قياسية من البادئات في قوى 10. وتستخدم الوحدات الأساسية في اشتقاق وحدات أصغر أو أكبر منها.

## الخلفية التاريخية

طول ربع محيط الأرض الذي يمثل المسافة بين خط الاستواء والقطب الشمالي مرورًا بمدينة باريس، وهي المسافة التي حددت قيمة المتر القديمة كجزء على 10 مليون منها

شجع اندلاع الثورة الفرنسية في عام 1789 الفرنسيين على إصلاح نظم القياس القديمة غير العملية التي كانوا يستخدمونها. اقترح تشارلز موريس دي تاليران على الجمعية الوطنية الفرنسية في عام 1790 تطوير نظام جديد للقياس قائم على الوحدات الطبيعية، وتمنى أن يصبح نظامًا موحدًا يجري العمل به في جميع أنحاء العالم. ومن ثم أنشأت الأكاديمية الفرنسية للعلوم في عام 1791 لجنة قررت أن معيار الطول يجب أن يعتمد على حجم الأرض. حددت اللجنة طول المتر بجزء على عشرة ملايين من ربع طول محيط سطح الأرض الذي تحدد بطول المسافة بين خط الاستواء والقطب الشمالي. بدأ العمل بنظام الوحدات الجديد في فرنسا في عام 1799.

## الوحدات الأساسية
يعتمد النظام المتري الحالي على سبعة ثوابت فيزيائية مأخوذة من الطبيعة تُعطى قيمًا رقمية دقيقة لوحدات القياس الأساسية هي: المتر كوحدة لقياس الطول، والكيلوغرام كوحدة لقياس الكتلة، والثانية كوحدة لقياس الزمن، والأمبير كوحدة قياس لشدة التيار الكهربائي، والكلفن كوحدة قياس لدرجة الحرارة، والشمعة كوحدة قياس لشدة الاستضاءة، والمول كوحدة قياس لمقدار المادة. ويمكن تجزئة كل وحدة من الوحدات الأساسية إلى أقسام عشرية تمثل وحدات أصغر، أو مضاعفتها بمضاعفات العدد عشرة لتمثل وحدات قياس للقيم الأكبر لتسهيل عملية القياس.
استخدمت العديد من أمثلة أنظمة القياس المترية قبل استخدام النظام الدولي للوحدات مثل: النظام الجاوسي الذي اعتمد على المتر كوحدة قياس للطول، والطن كوحدة قياس للكتلة، والثانية كوحدة قياس للزمن، ومثل نظام السنتيمتر - غرام - ثانية، ونظام السنتيمتر - غرام - ثانية الكهروستاتيكي، ونظام السنتيمتر - غرام - ثانية الكهرومغناطيسي، وأنظمة الجاذبية المترية التي اعتمدت على كل من المتر والسنتيمتر كوحدات لقياس الأطوال، وعلى كل من الغرام والكيلوغرام كوحدات لقياس الكتلة.

## الوحدات المشتقة
تشتق من الوحدات الأساسية للنظام المتري عدد من الوحدات التي يمكن استخدامها للتعبير عن الكميات الأخرى مثل المتر المربع الذي يستخدم كوحدة لقياس المساحة، والمتر لكل ثانية (متر/ثانية) كوحدة لقياس السرعة، والكيلوغرام متر لكل ثانية (كيلوغرام/ثانية) كوحدة لقياس القوة. تسمى بعض وحدات القياس المشتقة بأسماء خاصة بخلاف تلك التي تعبر عن ما يعادلها بالوحدات الأساسية مثل وحدة قياس الطاقة التي تعرف بالجول، والتي تساوي كيلوغرام في المتر المربع لكل ثانية مربعة، ووحدة قياس القدرة الكهربية التي تعرف بالواط والتي تساوي جول لكل ثانية (جول/ثانية).
يعتبر النظام المتري نظام قياس قابل للتوسع، حيث يمكن إضافة وتعريف المزيد من الوحدات المشتقة إليه بحسب الحاجة في مجالات مثل علم الأشعة وعلوم الكيمياء، مثل وحدة الكاتال التي أضيفت في عام 1999 للتعبير عن النشاط الحفزي، والتي تعادل مول واحد لكل ثانية (مول/ثانية) بالوحدات الأساسية.

## ملحوظات
1. ↑  أخذت الاختصارات التالية من النصوص الفرنسية وليس من الإنجليزية:
  - SI: Le Système international d'unités
  - CGPM: Conférence générale des poids et mesures
  - CIPM: Comité international des poids et mesures
  - BIPM: Bureau international des poids et mesures
  - CIE: Commission Internationale de l'Eclairage